# Verfassungsreferendum in Palau 1980
Das Verfassungsreferendum in Palau 1980 (constitutional referendum) war eine Abstimmung in Palau am 9. (14.) Juli 1980 über die Verfassung von Palau (Uchetemel a llach er a beluu er a Belau). Palau gehörte zu der Zeit zum Trust Territory of the Pacific Islands (TTPI) und die Gemeinschaft auf den Inseln hatte 1976 die Entscheidung getroffen, sich nicht den Staaten der Föderierten Staaten von Mikronesien anzuschließen. Die Verfassung wurde mit 81 % der Stimmen angenommen.

## Ergebnis
| Wahl                      | Stimmen | %     |
| ------------------------- | ------- | ----- |
| Dafür                     | 3.899   | 81,16 |
| Dagegen                   | 905     | 18,84 |
| Ungültig                  | 95      | –     |
| Gesamt                    | 4.899   | 100   |
| Registered voters/turnout | 7.082   | 69,18 |
| Source: Direct Democracy  |         |       |